# Albury (stadsdel)
Albury är den centrala stadsdelen i staden Albury i New South Wales i Australien. Folkmängden uppgick till 4 934 år 2011.

## Kommunikationer

### Järnväg
Järnvägsstationen Albury Railway Station, som ligger på järnvägsbanan Main Southern Line, ligger i stadsdelen. Stationen betjänas av tåg som körs av CountryLink mellan Sydney och Melbourne samt tåg som körs av V/Line mellan Albury och Melbourne.

### Befolkningsutvecklingskällor
- Australian Bureau of Statistics. ”2006 Census QuickStats : Albury (State Suburb)” (på engelska). http://www.censusdata.abs.gov.au/ABSNavigation/prenav/ProductSelect?newproducttype=QuickStats&btnSelectProduct=View+QuickStats+%3E&collection=Census&period=2006&areacode=SSC16039&geography=&method=&productlabel=&producttype=&topic=&navmapdisplayed=true&javascript=true&breadcrumb=LP&topholder=0&leftholder=0&currentaction=201&action=401&textversion=false. Läst 4 april 2012.
- Australian Bureau of Statistics. ”2011 Census QuickStats: Albury” (på engelska). http://www.censusdata.abs.gov.au/census_services/getproduct/census/2011/quickstat/SSC10020?opendocument&navpos=220. Läst 2 augusti 2012.